# Lithostege ochraceata
Lithostege ochraceata là một loài bướm đêm trong họ Geometridae.